# Razzia
Pour les articles homonymes, voir Razzia (homonymie).
Une razzia est une attaque rapide de type pillage en territoire ennemi ou neutre, dans le but de prendre du butin. Le mot provient de l’arabe ghazi غزي (se prononçant razi), terme qui signifie conquérant.

## Anthropologie
Historiquement la pratique, très ancienne, a existé partout dans le monde et il en existe de nombreuses preuves archéologiques, épigraphiques et génétiques.
Les razzias historiques consistent souvent en un pillage des biens, et sont parfois accompagnées de massacres sur les hommes, viols, enlèvements de femmes et rapts d'enfants. Certaines victimes devenaient des esclaves sexuels, les plus âgées et les enfants, des servants. Cette forme de prédation n'est pas spécifique au genre humain : éthologiquement, elle existe aussi dans la nature, par exemple chez les fourmis « légionnaires » Eciton burchellii ou « amazones » Polyergus rufescens qui se lancent régulièrement dans des razzias au détriment d'autres espèces de fourmis comme les Atta ou les Rufibarbes, dans le but de ramener des nutriments et des larves destinées à l'esclavage,,,.
L'esclavage résultant des razzias pouvait prendre fin par affranchissement, dans des cas où la personne asservie adoptait la culture de la société qui la détenait.

## Exemples historiques de razzias
- Des razzias étaient pratiquées depuis l'antiquité, notamment en Afrique comme en Europe du Nord, pour alimenter la le marché aux esclaves en Grèce, à Carthage et dans l'Empire romain, puis la traite orientale et enfin la traite occidentale ; ainsi, les Garamantes et les Gétules sahariens effectuaient des razzias sur les territoires subsahariens, au moyen de chars attelés à quatre chevaux[8], et vendaient leurs captifs dans les territoires impériaux des provinces africaines de l'empire romain[9] ;
- Les Romains effectuaient des razzias régulières sur les peuples insoumis à l'empire romain[10], poursuivis par les Romains d'orient sur les Sklavinies[11] ;
- Les Illyriens effectuaient en Italie et en Grèce (notamment la prospère grande Grèce) des razzias pour lesquelles ils utilisaient des libournes, navires rapides transportant une cinquantaine d'hommes[12]. Leurs razzias provoquèrent des guerres acharnées[13]. Certains auteurs romains prétendirent que la piraterie illyrienne en Adriatique aurait été voulue par Julien, empereur ayant des ascendants illyriens[14] ;
- Les Celtes (peuples celtiques) pratiquaient des razzias entre eux, mais aussi au loin comme la « Grande Expédition » vers l'Italie, les Balkans et l'Anatolie. Dans occident celtique, elles l'étaient notamment en Irlande (voir le mythe Táin Bó Cúailnge) ;
- Les Germains (peuples germaniques) ont effectué des razzias notamment sur les Gréco-Romains, comme la « Guerre des Cimbres » de l'actuel Danemark vers l'Hispanie, la Gaule et la Méditerranée[15]. Parmi les Germains, les Vandales s'étant emparés de la flotte romaine à Carthage, s'en servirent pour razzier, puis annexer, les grandes îles de Méditerranée occidentale[16] ; toujours parmi les Germaniques, les Angles et les Saxons razzièrent à maintes reprises la Grande-Bretagne avant de s'en emparer, ce qui est le phénomène fondateur de la civilisation anglo-saxonne ;
- Parmi les Scandinaves, les « Vikings » (qui ne sont pas un peuple mais des marins pillards et marchands associés) et les « Varègues » (qui sont des colonisateurs) se livraient principalement à la razzia[17] ;
- Tant que les Slaves restaient fidèles à leur religion polythéiste, ils furent soumis aux razzias des États chrétiens (principalement les royaumes germaniques et les thalassocraties italiques de Gênes et Venise) envers ceux qu'ils considéraient païens pour être vendus comme esclaves : le mot « esclave » provient d'ailleurs du vénitien sclavo, esclavo (en latin médiéval sclavus)[18];
- Après avoir d'abord razzié l'empire des Carolingiens, les Magyars, vaincus au Lechfeld, se tournèrent vers l'Est : en Galicie, sur le plateau transylvain, le long des Carpates, du bas-Danube et de la Mer Noire, ils capturèrent des Slaves, des Valaques, des proto-Bulgares et des Grecs vendus aux marchands vénitiens dans les ports adriatiques[19] ;
- Les guerres de la péninsule ibérique durant les cinq siècles (entre 711 et 1492) de la Reconquista ont donné lieu à des razzias, non pas tant des ibéro-musulmans sur les ibéro-chrétiens ou inversement, que des armées en maraude contre les cultivateurs civils ou les petites bourgades, toutes religions confondues[20] ;
- Les croisades ont aussi été l'occasion de multiples razzias des combattants affamés sur les populations civiles, non seulement durant les conquêtes chrétienes ou les reconquêtes musulmanes, mais aussi sur les parcours, en Occitanie, en Italie, dans les Balkans, en Anatolie et en Syrie, d'autant que la notion d'« incroyant » pouvait alors être facilement élargie non seulement aux fidèles d'une autre religion, mais aussi aux coreligionnaires d'une autre obédience que celle des assaillants[21] ;
- Plus tard, les populations chrétiennes d'Anatolie, de Grèce, des Balkans et d'Europe orientale ont été l'objet des razzias des Ottomans et de leurs alliés akindjis, criméens ou circassiens[22] ;
- Dans l'Europe chrétienne, du Moyen-Âge jusqu'au XXe siècle, les razzias épisodiques dirigées spécifiquement contre les juifs sont nommées pogroms, terme signifiant « destruction, émeute » ou « démolition violente » et intègrant une motivation de xénophobie et de racisme[23] ;
- Les colonisateurs tant orientaux qu'européens razzièrent massivement les peuples indigènes notamment amérindiens et africains (pour la plupart bantous). Tant que ceux-ci restaient fidèles à leurs religions polythéistes d'origine ils étaient, pour les monothéistes, de méprisables « païens », des « incroyants », des « cafres », razziables et corvéables : « cafre » vient du mot كافر kāfr soit « mécréant, incroyant, païen, infidèle » désignant les adeptes d'une croyance autre que le judaïsme, le christianisme ou l'islam[24],[25] ;
- En Méditerranée, en Afrique du Nord antique :
  - Les Égyptiens anciens effectuaient des razzias sur les Libyens, dans les territoires orientaux de la Libye antique et la partie occidentale du Nil[26],[27]. Des captifs et du bétail étaient récupérés par les Égyptiens[27]. Ces razzias se seraient répétées périodiquement pendant deux millénaires ;
  - Les Libyens anciens orientaux, considérés comme l'un des peuples de la mer et ennemis de l'Égypte, entre autres les Libou, Tehenou, Temehou ou Mâchouach (Mâ), razzièrent les Égyptiens dans l'Ouest de l'Égypte et tentèrent régulièrement de s'introduire dans le delta du Nil. En réponse, le royaume égyptien effectuait des répressions et captures d'esclaves bien représentées dans les fresques de l'art égyptien ;
  - Les Libyens anciens et leurs descendants berbères sur les Subsahariens, qu'ils appelaient « Ignawen » (les « Noirs » ou  « Soudanais »), et dont les descendants sont aujourd'hui représentés par les Haratin au Maghreb-Extrême et au Maghreb central et les Chouachin au Proche-Maghreb ;
  - Au Maghreb les Numides et les autochtones montagnards de l'Aurès (ancêtres des Chaouis), guidés par leurs chefs, avaient effectué des razzias contre l'exarchat de Carthage, pillant et détruisant les villes de Lambèse, Diana Veteranorum, Thamugadi et Bagai[28] ;
- Les colons européens ont effectué des razzias dans des villages indigènes :
  - Jimena Paz Obregón Iturra décrit les razzias espagnoles dans les « colonies indiennes », dans le but de s'emparer de terres, d'or, de salines et des humains qualifiés de « pièces » ; les proies ainsi capturées n'étaient pas seulement des hommes, comme sur les champs de bataille, mais aussi des femmes et des enfants[29]. Les premières razzias espagnoles ont eu pour cibles les Guanches autochtones des îles Canaries[30] qui furent presque tous exterminés, et les Rifains[31]. Ces razzias ont contribué à la prise de Penon de Velez, et la prise de Melilla. Le butin provenant des razzias espagnoles était écoulé par les Mizrahites, maîtres du commerce de la région, y compris celui des esclaves entre les Chrétiens et les Musulmans[32]. En Afrique du Nord, les razzias espagnoles ont fini par déclencher des représailles, siècles jalonnés par des expéditions punitives arabes (1569-1571, 1586-1618), et par favoriser un fort mouvement maraboutique radicalisé[33]. En 1586, les troupes de Mourad III pillent Teguise, capitale de Lanzarote dans l'archipel canarien, et capturent la femme du marquis. Entre 1593 et 1595, les Maures tiennent en permanence le nord-est de Fuerteventura. En 1618, Soliman investit le Jameo del Agua, un tunnel de lave qui servait de refuge, et s’empare de 800 personnes dont il échangea la vie contre du bétail. La dernière incursion arabe aura lieu à Jandia en 1779[34]. Des razzias espagnoles plus tardives sur la côte marocaine et le Sahara occidental à partir des îles Canaries y entretenaient le système esclavagiste[35] ;
  - Les Portugais au Maroc en pays Abda et Doukkala[36] et plus tard au Brésil, en Angola, au Mozambique ;
  - Les Normands, les Italiens et les Espagnols sur les îles de Kerkennah en Tunisie[37] ;
  - Les Français effectuaient des razzias dans les régions berbérophones du Maghreb. Des documents coloniaux admettent qu'il s'agissait d'une technique de guerre inspirée d'une tactique déjà utilisée par les Ottomans sur les Berbères (ruraux) afin de les soumettre (notamment à l'impôt)[38],[39]; les Ottomans ont aussi effectué des razzias à la frontière de la Tunisie et de la Tripolitaine[40] ;
  - Les Arabes, Sarrasins, Barbaresques, Ottomans, Normands de Sicile, Tabarquins, Sardes, Maltais[41] ainsi que les pirates et corsaires de toute origine ont aussi pratiqué massivement la razzia au point de dépeupler un grand nombre d’îles de petite et moyenne taille (notamment en mer Égée), comme le montrent les échanges génétiques entre captifs et assaillants[42] ; parmi eux, les corsaires français et anglais[43]; certaines razzias ont atteint, dans l'Atlantique, Lanzarote, Fuerteventura[44],[45],[46] et même l'Islande[47]: aucune île n'était à l'abri ;
  - Les Maures, les Beidanes, les Zenagas et les Touaregs se livraient, pour leur part, à des razzias (rezzou) sur les oasis sahariennes ; le terme touareg est ahhaɣ (ahhagh), du verbe aheɣ (ahegh), « prendre par la force, piller » ;
- Les razzias des Chammars sur les Yézidis[48],[49]; cette tradition de génocide contre les kāfr a été réactivée en 2014 par l'État islamique ;
- Les razzias kurdes ont ciblé :
  - Les villages Assyriens, Assyro-Chaldéens et Arméniens du Kurdistan tel que relevé par l'archevêque de Canterbury, Frederick Temple[50],[51], notamment dans la Ourmia ;
  - Les Arméniens de l'Arménie ottomane[52] ; des documents de la fin du XIXe siècle notifient que les Kurdes ont mis-à-sac des centaines de villages Arméniens[53] ;
  - Les Yézidis[48], dont la religion diffère de celle du reste des Kurdes ;
- Les Kasrawanites (Alaouites, Druzes, Métualis) s'entre-razziaient traditionnellement, chaque communauté étant le kāfr des autres[54] ;
- Les Druzes ont parfois razzié les Hawranis de la plaine[55] ;
- Les Bédouins, guerriers nomades (المحاربين الرحل), ont longtemps assuré leur existence en menant des razzias contre les fermiers des oasis ou en leur faisant payer leur « protection » par un impôt[56] ;
- En Afghanistan :
  - Les Baloutches pratiquaient les razzias et tuaient souvent tous ceux qu'ils faisaient prisonniers[57]. Pour punir les Baloutches de leurs razzias, le chah perse, Mozaffar-ed-Din en fit de grands massacres. Ils se tinrent alors tranquilles au moins pendant une génération, puis reprirent leurs habitudes[58] ;
  - Les nomades pachtounes, sunnites, ont régulièrement razzié les autres peuples afghans, en particulier les aïmaks et les hazaras chiites, et même la Perse, chiite elle aussi donc kāfr, dans la province de Kerman[59],[60]. Pour mettre fin aux razzias baloutches et pachtounes, le shah perse fit campagne pour soumettre ces peuples sunnites[61].
- En Inde, des razzias inter-religieuses à but esclavagiste étaient pratiquées[62],[63];
- Les peuples turciques[64] et les Mongols[65] effectuaient des razzias sur les peuples alentour et lors de leurs conquêtes :
  - Parmi les peuples turciques on connaît notamment les razzias des Khazars en Géorgie et en Arménie, pénétrant dans les domaines du califat jusqu'à Mossoul[66]. Selon l'archéologue soviétique M.I. Artamonov : « Jusqu'au IXe siècle la suprématie khazare fut sans rivale dans les régions au nord de la mer Noire, dans la steppe pontique jusque dans les zones forestières du Dniepr »[67]. En souvenir de la terreur que les raids khazars inspiraient aux Arabes, les musulmans appellent encore la Caspienne […] Bahr-ul-Khazar, « mer des Khazars »[68] ;
- Les Perses effectuaient des razzias, et en l'an 600 l'Asie mineure est dévastée par les razzias perses, à tel point que sa population urbaine baissa[69]. Des razzias étaient aussi menées sur les contrées slaves[70] ;
- Les pirates slaves ont effectué des razzias sur les côtes scandinaves au cours de la première partie du XIIe siècle, mais également sur leurs voisins slaves[71] ;
- Les Monténégrins pratiquaient des razzias sur les bouches vénitiennes de Cattaro, sur l'Adriatique[72], ainsi que sur les Musulmans et les fonctionnaires ottomans[73] ;
- En terre sainte :
  - Selon l'Évangile, les Philistins faisaient des razzias dans les villes de Séphélah et du Négeb de Juda[74], puis vendaient les razziés aux Phéniciens, qui les revendaient aux Grecs ioniens[75].
  - Selon l'Ancien testament, les Égyptiens opérèrent des razzias et des pillages au Levant, en Syrie et en Palestine, et les Hébreux faisaient partie des populations déplacées[76].
  - Selon la Genèse, les Hébreux effectuaient des razzias lors desquelles ils tuaient tous les hommes et se partageaient les filles vierges : « Ne laissez la vie qu'aux petites filles qui n'ont pas partagé la couche d'un homme, et qu'elles soient à vous » (Genèse, les Nombres 31)[77] ;
  - Au XXIe siècle le Hamas de Gaza s'est livré à une razzia en territoire israélien, tandis que de leur côté les colons israéliens de Cisjordanie razziaient plusieurs villages palestiniens[78] ;
- Chez les Afars, les clans les plus riches possédaient des chevaux qui servaient aux razzias[79] ;
- Les Arabes d'Arabie effectuaient des razzias en Éthiopie[80], parmi eux les Yéménites du Yémen ;
- Les Comoriens convertis par les Omanais effectuaient des razzias sur les Malgaches animistes, mais lorsque ces derniers s'organisèrent en royaumes structurés, ils se livrèrent à leur tour à des razzias sur les îles Comores et au Mozambique[81] ;
- Les royaumes soudanais convertis à l'islam tels que le Segu, le Songhai, le Bornu ou l'Adamawa couvraient leurs importations de métaux, d'armes ou de chevaux par l'exportation d'esclaves obtenus lors de razzias contre les polythéistes qualifiés de kāfr[82] ;
- Les razzias des amazones du Dahomey, armée Fon féminine, étaient effectuées dans le but de se procurer des esclaves[83]. Cela leur permettait aussi de recruter des jeunes filles et femmes sans avoir besoin de les élever[84] ;
- Dans la région de la « Cafrerie » en Afrique australe[85], les peuples en conflit de voisinage comme les Zoulous, les Sothos et les Xhosas pratiquaient parfois des razzias, entre autres de bétail ou d'esclaves[86]. L'expansion bantoue dans le Sud du continent, remplaçant progressivement les autochtones du groupe ethnique des Khoisan (Khoïkhoï et San), s'est parfois aussi accompagnée de razzias contre ces prédécesseurs ;
- Les Papous, les Mélanésiens, Polynésiens et les Micronésiens étaient parfois impliqués dans des razzias cannibales rituelles[87] ;
- Les colons européens de Patagonie (propriétaires d'estancias) pratiquaient des razzias aux dépens des amérindiens autochtones Tehuelches, mais parfois, ceux-ci, affamés, pouvaient attaquer en retour les estancias[88] ;
- Les Aztèques effectuaient la xoxiyaoyotl (« guerre fleurie ») : razzias sur leurs voisins pour apporter le plus de captifs possible[89].
- En Australie, en Tasmanie et aux îles Fidji, des administrateurs anglais pratiquaient des battues et razzias jusqu'aux confins du désert poursuivant les aborigènes par des patrouilles destinées à exterminer les autochtones[90] ;
- Pendant la Seconde Guerre mondiale, les conventions de Genève n'ont été appliquées que sur le front occidental. En Europe centrale et orientale, lors de l'invasion de la Pologne par les nazis et les soviétiques, sur les fronts des Balkans et de l'Est, les razzias contre les populations civiles furent de règle. Les nazis ciblaient en particulier les slaves, les juifs et les roms qu'ils considéraient comme des « sous-hommes »[91]. De leur côté, les soviétiques se livrèrent à de nombreuses razzias contre les civils en Finlande, dans les pays baltes, en Pologne (pays Allié), en Roumanie, en Bulgarie (y compris après que ces pays furent passés du côté Allié) et plus encore sur le territoire du Reich. La propagande officielle (Ilya Ehrenbourg) qui valorisait une attitude violente pour « venger » la mort de plus de 26 millions de Soviétiques, encourageait ouvertement les meurtres de civils, les viols et les pillages qui furent systématiques. Ces razzias soviétiques ciblaient non des « races » mais des « classes » car « ennemi de classe » désignait, pour la police politique soviétique, tout citoyen n'ayant pas activement résisté à l'occupant nazi[92].